# Piano and a Microphone 1983
Piano and a Microphone 1983 è il primo album in studio postumo del cantante e musicista statunitense Prince, pubblicato nel 2018.

## Tracce
Tutte le tracce sono state composte da Prince, eccetto dove indicato.

1. 17 Days – 6:23 (Prince, Lisa Coleman, Matthew Fink, Wendy Melvoin)
2. Purple Rain – 1:27
3. A Case of You – 1:41 (Joni Mitchell)
4. Mary Don't You Weep – 4:42 (Traditional, arranged by Prince)
5. Strange Relationship – 2:39
6. International Lover (contains an uncredited medley performance of "Do Me, Baby") – 3:49
7. Wednesday – 2:00
8. Cold Coffee & Cocaine – 5:13
9. Why the Butterflies – 6:27